# زبوینو (استان اشوی‌داشکسیه)
زبوینو (به لهستانی: Zbójno) یک منطقهٔ مسکونی در لهستان است که در گمینا فاوکوو واقع شده‌است. زبوینو ۱۸۰ نفر جمعیت دارد.